# Sełcza
Sełcza (bułg. Селча) – wieś w Bułgarii, w obwodzie Smolan, w gminie Dewin. Według danych szacunkowych Ujednoliconego Systemu Ewidencji Ludności oraz Usług Administracyjnych dla Ludności, 15 czerwca 2020 roku miejscowość liczyła 512 mieszkańców.